# Grebbestad
Grebbestad es una localidad situada en la costa suroeste en el municipio de Tanum de Suecia. 

## Greby

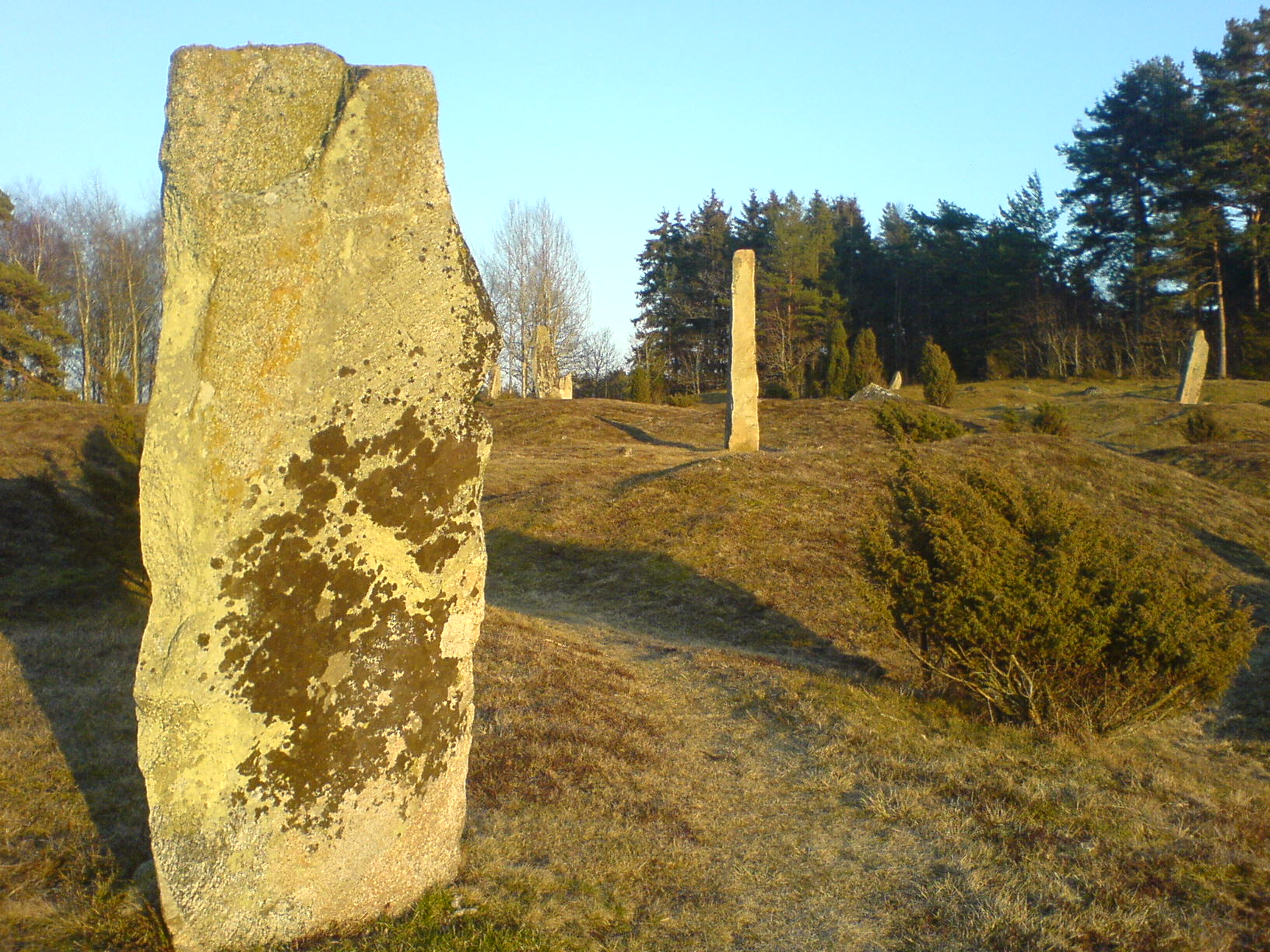
Vista parcial de Greby.

Al norte de Grebbestad se encuentra el antiguo cementerio de Greby, que data de 400-500 d. C. y fue excavado en parte por el arqueólogo sueco Oscar Montelius en 1873. Formado por 180 tumbas, 38 de las cuales están señaladas con menhires, es el cementerio antiguo más importante de la provincia histórica de Bohuslän.